# Garypus schwendingeri
Espèce
Garypus schwendingeri est une espèce de pseudoscorpions de la famille des Garypidae.

## Distribution
Cette espèce est endémique de la province de Phuket en Thaïlande. Elle se rencontre sur Ko Sirae.

## Habitat
Cette espèce se rencontre sur le littoral.

## Description
La femelle holotype mesure 6,34 mm.

## Étymologie
Cette espèce est nommée en l'honneur de Peter J. Schwendinger.

## Publication originale
- Harvey, 2021 : « A new species of Garypus (Pseudoscorpiones: Garypidae) from southern Thailand. » Revue suisse de Zoologie, vol. 128, no 1, p. 221-225.